# Paul Frederiks
Paul Frederiks, auch Fredericks (* im 19. Jahrhundert; † 21. Dezember 1906 in Deutsch-Südwestafrika), war als Kaptein ein Anführer der Bethanien-Nama (ǃAmanKlicklaut) zu Zeiten Deutsch-Südwestafrikas von 1893 bis 1906.
Frederiks folgte am 3. Dezember 1893 auf seinen Vater Josef Frederiks II. Paul Frederiks galt zeitlebens als Unterstützer der deutschen Kolonialmacht. So verkaufte er 1894 auf eigenen Wunsch vier seiner Farmen,  Inachab, Sandverhaar, Witputs und Feldschuhhorn, an den deutschen Landwirt Ferdinand Gessert. Im gleichen Jahr schloss er ein privatwirtschaftliches Handelsabkommen mit der Deutschen Kolonialgesellschaft für Südwestafrika (DKGSWA).
1898 marschierte die Schutztruppe für Deutsch-Südwestafrika erstmals gegen Frederiks, nachdem er eine Registrierung der Waffen in der Hand der Bethanien-Nama verweigerte. Hierbei nahm die Schutztruppe eine Farm von Frederik in Besitz. Fortan schlossen sich immer mehr seine Anhänger Cornelius Fredericks und Hendrik Witbooi an.